# De reusachtige bizon
De reusachtige bizon is een  stripverhaal uit de reeks van Jerom.

## Locaties
Dit verhaal speelt zich af op de volgende locaties:
- het huis van Jerom, Texas, pueblo, canyon

## Personages
In dit verhaal spelen de volgende personages mee:
- Jerom, Ingelein, Kolo, Odilon, man, Apache, Grote Sachem, mijnheer Bones (archeoloog)

## Uitvindingen
In dit verhaal spelen de volgende uitvindingen een rol:
- de teletijdmachine

## Het verhaal
Jerom krijgt per toeval een boek met geschiedenis over Indianen tegen en leest een hoofdstuk over Ramtor, een reusachtige bizon. Het beest zat opgesloten in een canyon en mensen offerden een eeuw geleden gevangenen aan de bizon. Jerom belt met mijnheer Bones, een bekend archeoloog en hij heeft aanwijzingen dat de bizon bestaan heeft. Hij zou graag een foto hebben, dit is van groot belang voor de wetenschap. Jerom en Odilon laten zich naar het verleden flitsen met de teletijdmachine. Er wordt een man aangevallen door Apache en Jerom helpt hem en ze kunnen met paarden ontsnappen. De man legt uit waar de canyon met de bizon is en Jerom en Odilon gaan op weg. Ze zien een pueblo en besluiten in de buurt te gaan kamperen.
Odilon ziet twee bizons en wil hen een suikerklontje voeren, maar het blijken vermomde Apache te zijn. De volgende ochtend ziet Jerom alleen een prairiehond als hij wakker wordt en hij gaat op zoek naar Odilon. Jerom volgt de sporen en ziet Odilon vastgebonden aan een paal. Jerom vecht met de Apache, maar Odilon wordt door enkele Apache per paard weggebracht. De Apache willen hem offeren aan Ramtor en hij wordt aan een lasso gebonden en ze laten hem in de canyon zakken. Ze bevestigen de lasso aan de hoorns van de slapende Ramtor. Jerom is nog steeds in gevecht in de pueblo, maar de Apache bieden hem goud aan als Jerom ophoudt. Met een tamtam geven de Apache een boodschap door naar de mannen bij de canyon. De Apache maken een vuur en dit verspert de weg, maar Jerom tilt zijn paard op en springt eroverheen. Jerom komt bij de canyon en ziet Odilon en Ramtor. Hij springt in de canyon, maar zakt weg in drijfzand.
De Apache wekken Ramtor door stenen naar hem te gooien en Odilon wordt door elkaar geschud. Jerom kan aan het drijfzand ontsnappen en het lukt hem om Odilon te bevrijden. Jerom vecht met Ramtor en vraagt Odilon om een foto te maken. Ramtor loopt zichzelf te pletter en Jerom en Odilon klimmen naar boven. De Apache buigen voor het tweetal en vragen hen weg te gaan, voor ze de hele prairie afbreken. Jerom laat de mannen beloven om nooit weer gevangenen aan Ramtor te offeren. Dit beloven ze en ze willen een mooie witte hengst aan Odilon geven, maar dan worden Jerom en Odilon teruggeflitst. Mijnheer Bones is er ook en hij is erg blij met de foto's. Odilon droomt nog steeds van zijn witte hengst.